# Raggruppamento omogeneo di diagnosi
Con raggruppamento omogeneo di diagnosi (ROD), conosciuto anche con il nome inglese diagnosis-related group (DRG), si fa riferimento a un sistema che permette di classificare tutti i pazienti dimessi da un ospedale (ricoverati in regime ordinario o day hospital) in gruppi omogenei per assorbimento di risorse impegnate (isorisorse). Tale aspetto permette di quantificare economicamente tale assorbimento di risorse e quindi di remunerare ciascun episodio di ricovero. Una delle finalità del sistema è quella di controllare e contenere la spesa sanitaria.
Il ROD viene attribuito a ogni paziente dimesso da una struttura ospedaliera tramite un software chiamato DRG-grouper mediante l'utilizzo di poche variabili specifiche del paziente: età, sesso, tipo di dimissione, diagnosi principale, diagnosi secondarie, procedure/interventi chirurgici. Tali variabili sono utilizzate dal software "DRG-grouper" a seguito della compilazione, da parte del medico responsabile della dimissione, della scheda di dimissione ospedaliera (SDO) presente in tutte le cartelle cliniche dei dimessi dalla struttura ospedaliera e inserita in un tracciato informatizzato che viene sistematicamente inviato alla Regione di appartenenza e conseguentemente al Ministero della Salute.
Il sistema dei ROD si basa fondamentalmente su un sistema di diagnosi (ed eventuali procedure associate), omogenee per assorbimento di risorse. Essi sono contraddistinti da un numero a tre cifre ricompreso da 001 a 579 per un totale di 538 ROD nella attuale versione in uso in Italia dal 01.01.2009 (versione 24.0). I ROD non sono in totale 579 in quanto nell'evoluzione da una versione all'altra alcuni ROD sono stati eliminati ed il numero corrispondente non è stato più utilizzato. A loro volta i ROD sono raggruppati in categorie diagnostiche maggiori (MDC, Major Diagnostic Category) in numero di 25 individuate e suddivise con un criterio clinico-anatomico. Ognuno dei 538 ROD è ricompreso nella sua MDC (ad esempio, i ROD da 001 a 035 che caratterizzano patologie e interventi riguardanti il sistema nervoso sono ricompresi nella MDC 1).
Le diagnosi e le procedure/interventi chirurgici sono codificati attraverso il sistema ICD9-CM versione 2007 (traduzione italiana) che consta di 12.432 codici di diagnosi e 3.733 codici di procedure/interventi chirurgici per un totale di 16.165 codici. I codici di procedura/intervento chirurgico sono esplicitati da codici numerici del tipo xx.xx (esempio: codice di "radiografia del torace di routine" = 87.44) mentre quelli di diagnosi da codici numerici del tipo xxx.xx (esempio: codice di "frattura chiusa di una costa" = 807.01).
Il sistema è stato creato da Robert B. Fetter e John D. Thompson nell'Università Yale ed introdotto dal Medicare nel 1983 negli Stati Uniti D'America e poi diffusosi in tutto il mondo; oggi è diffuso anche in Italia. Le versioni attive in Italia sono state le seguenti: 10, 14, 19, e l'attuale 24. Il sistema ROD viene applicato a tutte le aziende ospedaliere pubbliche e a quelle private accreditate (ovvero che possono emettere prestazioni ospedaliere per conto del SSN) italiane e ai presidi ospedalieri delle aziende sanitarie locali.

## Riferimenti normativi
- D.lgs. 502/1992, art. 5
- D.l. 517/1993
- Decreto ministeriale 15 aprile 1994 (GU Serie Generale n.107 del 10-05-1994)
- Decreto ministeriale 27 ottobre 2000 n. 380
- Decreto ministeriale 18 dicembre 2008